# 1821
1821 (MDCCCXXI) var ett normalår som började en måndag i den gregorianska kalendern och ett normalår som började en lördag i den julianska kalendern.

## Händelser

### Januari
- 1 januari – Stockholms Post-Tidningar slås ihop med Inrikes Tidningar och bildar Post- och Inrikes Tidningar.
- 21 januari – Peter I:s ö upptäcks av ryske upptäcktsresande Fabian von Bellinghausen.[1]

### Februari
- 22 februari – Spanien säljer Florida till USA.[2]
- 25 februari – Brand i Vimmerby.[3]

### Mars
- 25 mars –  Grekland utropar självständighet från Osmanska riket och Grekiska frihetskriget utbryter.

### Juni
- 16 juni – Stockholms stads sparbank öppnas.

### Juli

Peru.

- 28 juli – Peru förklarar sig självständigt från Spanien.[4]

### Augusti
- 1 augusti – Norges storting upphäver adelskapet i Norge.[5]

Missouri.

- 10 augusti – Missouri blir den 24:e delstaten att ingå i den amerikanska unionen.[6]

### September
- 15 september – El Salvador blir självständigt från Spanien.

Mexiko.

- 27 september – Mexiko blir självständigt från Spanien.

### Oktober
- 1 oktober – Den första ångbåten över Östersjön avgår.
- 4 oktober – Stockholm återfår sitt gymnasium (som 1668 flyttades till Gävle), varvid adelsmän och välbeställda borgare i staden ej längre behöver anlita privatlärare.

### November
- 5 november – En staty över Karl XIII, bekostad av hans adoptivson Karl XIV Johan, reses i Kungsträdgården.

### December
- 6 december – Storbritannien gör anspråk på Sydorkneyöarna.[7]

### Okänt datum
- Reguljär ångbåtstrafik startar mellan Stockholm och Norrköping genom Södertälje kanal. Restiden är två dygn.
- En kunglig förordning utfärdas om att varje svensk husförhörsrote skall utse en bofast man att "hafva uppsikt på helsotillståndet".

## Födda

### Första kvartalet

#### Januari
- 1 januari – Jonas Jonasson i Rasslebygd, svensk hemmansägare och riksdagspolitiker. (död 1908)
- 9 januari – William Sharon, amerikansk republikansk politiker och affärsman, senator 1875–1881. (död 1885)
- 15 januari – John Cabell Breckinridge, amerikansk politiker, USA:s vicepresident 1857–1861. (död 1875)
- 17 januari – Ossian B. Hart, amerikansk republikansk politiker och jurist, guvernör i Florida 1873–1874. (död 1874)
- 19 januari – Ferdinand Gregorovius, tysk historiker och författare. (död 1891)

#### Februari
- 3 februari – Elizabeth Blackwell, brittisk läkare. (död 1910)
- 6 februari – Theodor Wijkander, svensk militär och politiker. (död 1885)
- 24 februari – S.A. Hedlund, svensk politiker och publicist. (död 1900)

#### Mars
- 2 mars – Axel Adlercreutz, svensk hovrättspresident, statsråd, riksdagsman 1847–1866 och 1877–1880, justitiestatsminister 1870–1874. (död 1880)
- 13 mars – Hermann Gruson, tysk industrialist. (död 1895)

### Andra kvartalet

#### April
- 9 april – Charles Baudelaire, fransk författare och kritiker. (död 1867)
- 12 april – Samuel G. Arnold, amerikansk republikansk politiker, senator 1862–1863. (död 1880)
- 15 april – Joseph E. Brown, amerikansk jurist och politiker, guvernör i Georgia 1857–1865, senator 1880–1891. (död 1894)

#### Maj
- 2 maj – Jens Andreas Friis, norsk författare och språkvetare. (död 1896)
- 20 maj – Axel Nyblæus, svensk filosof. (död 1899)

#### Juni
- 2 juni – Ion Brătianu, rumänsk politiker. (död 1891)
- 8 juni – Samuel Baker, brittisk upptäcktsresande. (död 1893)
- 12 juni – Luise Büchner, tysk författare. (död 1877)
- 13 juni – Albert de Broglie, fransk politiker. (död 1901)
- 19 juni – Heinrich August Hahn, tysk teolog. (död 1861)
- 26 juni – Bartolomé Mitre, argentinsk politiker, president 1862–1868. (död 1906)
- 27 juni – August Conradi, tysk kompositör. (död 1873)
- 30 juni – Adèle Dumilâtre, fransk ballerina. (död 1909)

### Tredje kvartalet

#### Juli
- 6 juli – Edmund Pettus, amerikansk demokratisk politiker och militär, senator 1897–1907. (död 1907)
- 13 juli – Nathan Bedford Forrest, konfedererad amerikansk general; föregångsman inom gerillakrigföring, grundare av och förste ledare (Grand Wizard) för Ku Klux Klan. (död 1877)

#### Augusti
- 4 augusti – Louis Vuitton, fransk väsktillverkare. (död 1892)
- 5 augusti – Erik Häggström, svensk bruksägare, skeppsredare och riksdagsman. (död 1874)
- 21 augusti – Andreas Kim Taegon, koreansk romersk-katolsk präst och martyr, helgon. (död 1846)

#### September
- 10 september – Carl Magnus Creutz, finländsk ämbetsman och historiker. (död 1893)
- 22 september – John Conness, irländsk-amerikansk politiker och affärsman, senator 1863–1869. (död 1909)
- 27 september – Henri Frédéric Amiel, schweizisk författare. (död 1881)

### Fjärde kvartalet

#### Oktober
- 2 oktober – Nino Bixio, italiensk militär och frihetskämpe. (död 1873)

#### November
- 5 november – León Guzmán, mexikansk politiker. (död 1884)
- 11 november – Fjodor Dostojevskij, rysk författare. (död 1881)

#### December
- 4 december – Ernst Wilhelm Leberecht Tempel, tysk astronom. (död 1889)
- 12 december – Gustave Flaubert, fransk författare. (död 1880)
- 28 december – Charles R. Buckalew, amerikansk demokratisk politiker, senator 1863–1869. (död 1899)

## Avlidna

### Första kvartalet

#### Januari
- 5 januari – Carlo Porta, 45, italiensk poet.
- 31 januari – Abate Marchena, 52, spansk författare.

#### Februari
- 23 februari – John Keats, 25, brittisk poet.

#### Mars
- 15 mars – Abraham Niclas Edelcrantz, 66, svensk friherre, ämbetsman och teaterchef.

### Andra kvartalet

#### April
- 9 april – George Logan, 67, amerikansk politiker, senator 1801–1807.

#### Maj
- 5 maj – Napoleon Bonaparte, 51, kejsare av Frankrike 1804–1814 och 1815.[8]
- 15 maj – Hans Leierdahl Nansen, 56, norsk ämbetsman och politiker.

#### Juni
- 24 juni – Carl Mörner, 65, svensk greve, militär och riksståthållare i Norge.

### Tredje kvartalet

#### Juli
- 4 juli – Richard Cosway, 78, brittisk konstnär.

#### Augusti
- 7 augusti – Caroline av Braunschweig, 53, drottning av Storbritannien sedan 1820 (gift med Georg IV).
- 30 augusti – John Francis Mercer, 62, amerikansk politiker, guvernör i Maryland 1801–1803.

#### September
- 21 september – Joseph Bradley Varnum, 70, amerikansk politiker.

### Fjärde kvartalet

#### Oktober
- 4 oktober – Marie Lachappelle, 52, fransk barnmorska.
- 6 oktober – Anders Jahan Retzius, 79, svensk naturforskare.

#### November
- 21 november – Jonas Rein, 61, norsk präst, politiker och författare.

#### December
- 13 december – William A. Trimble, 35, amerikansk politiker, senator 1819–1821.
- 31 december – Louise-Félicité de Kéralio, 66, fransk författare och tidningsredaktör.

### Fotnoter
1. ↑  Statesmen
2. ↑  Det hände i dag
3. ↑  ”Värmlands brandhistoriska klubb”. Arkiverad från originalet den 12 oktober 2011. https://www.webcitation.org/62NB7kO36?url=http://www.brandhistoriska.org/olyckor_se.html. Läst 16 mars 2011.
4. ↑  World Statesmen
5. ↑  Lov ang. modifikasjon og nærmere bestemmelse av den norske adels rettigheder 1.8 1821 Arkiverad 29 september 2011 hämtat från the Wayback Machine.
6. ↑  World Statesmen (läst 3 april 2011)
7. ↑  World Statesmen
8. ↑  Det hände i dag